# Middengambiet
De Middengambiet heeft meerdere betekenissen op het gebied van schaken. Deze staan hieronder omschreven.

## Middengambiet

### Uitleg
Het Middengambiet is in de opening van een schaakpartij een variant in de koningspionopening; het heeft als beginzetten: 1.e4 e5 2.d4 exd4 (zie diagram) en nu:
1. 3. Dxd4 Pc6 4. De3 Pf6 5. Pc3 Lb4 6. Ld2 0-0 7. 0-0-0 Te8, waarna zwart iets beter staat.
2. 3. c3, met overgang tot het Deens gambiet.
3. 3. Pf3 Pc6, met overgang tot het Schots.
4. 3. Lc4 Pc6 4. Pf3, met overgang tot het Schots gambiet.

Eco-code C 21
en het is ingedeeld bij de open spelen.
Het gambiet is ook bekend onder de naam Von der Lasa gambiet.

## Middengambiet in de Nahand

### Uitleg
Het Middengambiet in de Nahand is ook een variant in de koningspionopening en het heeft als beginzetten 1.e4 e5 2.Pf3 d5 (diagram) code C 40; het is ingedeeld bij de open spelen. De opening staat als dubieus te boek (gerenommeerde spelers als Euwe keuren de variant af). Er volgt: 3. exd5 e4 4. De2 Pf6, en wit staat veel beter.